# Nigel Stock
Nigel Stock est un acteur britannique, de son nom complet Nigel Hector Munro Stock, né le 21 septembre 1919 à Malte (lieu exact indéterminé) et mort d'une crise cardiaque le 23 juin 1986 à Londres (Angleterre).

## Biographie
Né à Malte d'un père militaire, Nigel Stock débute au théâtre à douze ans, en 1931, et étudie notamment à la Royal Academy of Dramatic Art de Londres, ville où il joue régulièrement, entre autres dans des pièces de William Shakespeare et George Bernard Shaw (il interprète ce dernier lors de sa seule prestation à Broadway — New York —, en 1948). Parmi ses partenaires sur les planches, se trouvent Alan Bates, Claire Bloom, Leo McKern, Yvonne Mitchell, Peter O'Toole, Michael Redgrave, Flora Robson et Anthony Quayle.
Accaparé par sa carrière théâtrale (interrompue seulement au moment de la Seconde Guerre mondiale, durant laquelle il est enrôlé), il participe à seulement trente-huit films (majoritairement britanniques, plus quelques films américains ou coproductions), disséminés entre 1936 et 1985. Ses films les plus connus sont La Grande Évasion (1963), La Nuit des généraux (1967) et Le Lion en hiver (1968), le premier avec Steve McQueen, les deux autres avec Peter O'Toole.
Son dernier film est Le Secret de la pyramide (1985), consacré au jeune Sherlock Holmes, où il personnifie l'inventeur excentrique Rupert T. Waxflatter. Précédemment à la télévision, Nigel Stock était le docteur Watson, dans la série britannique Sherlock Holmes, en 1964-1965 (saison 1), puis en 1968 (saison 2, aux côtés de Peter Cushing interprétant le détective). Pour le petit écran, il contribue en tout à soixante-douze séries, de 1957 à 1986 (les deux dernières diffusées l'année suivant sa mort, en 1987). En outre, il apparaît dans onze téléfilms, le premier dès 1939, le dernier en 1986.

## Théâtre (sélection)
Pièces jouées à Londres, sauf mention contraire
- 1932-1933 : Le Conte d'hiver (The Winter's Tale) de William Shakespeare, avec Peggy Ashcroft, Marius Goring, Roger Livesey, Anthony Quayle, Alastair Sim
- 1933-1934 : Macbeth de William Shakespeare, mise en scène de Tyrone Guthrie, avec Marius Goring, Charles Laughton, Roger Livesey, James Mason, Flora Robson, Athene Seyler
- 1937 : Lord Adrian de Lord Dunsany
- 1938 : Goodbye, Mr. Chips, adaptation par Barbara Burnham du roman éponyme de James Hilton, avec Leslie Banks, Constance Cummings
- 1939 : L'Époque où nous vivons ou La Mère (titre original : Matka ; titre anglais : The Mother) de Karel Čapek
- 1948 : You never can tell de George Bernard Shaw, avec Faith Brook, Leo G. Carroll, Ralph Forbes, Tom Helmore, Frieda Inescort (à Broadway, New York)
- 1948-1949 : Le Songe d'une nuit d'été (A Midsummer Night's Dream) et Roméo et Juliette (Romeo and Juliet) de William Shakespeare ; The Rivals de Richard Brinsley Sheridan ; Un mois à la campagne (titre original : Mesiats v Derevne / Месяц в деревне ; titre anglais : A Month in the Country) d'Ivan Tourgueniev ; The Circle de William Somerset Maugham ; The School for Rivals de Norman Glinsbury, avec Yvonne Mitchell ; Arms and the Man de George Bernard Shaw ; The Jealous Wife de George Colman ; Winterset de Maxwell Anderson ; Cendrillon (Cinderella) de V.C. Clinton Baddeley ; Wilderness of Monkeys de Peter Watling (saison à l'Old Vic de Bristol)
- 1949-1950 : Peines d'amour perdues (Love's Labour's Lost) de William Shakespeare ; She stoops to conquer d'Oliver Goldsmith (saison à l'Old Vic de Londres, avec Diana Churchill, Leo McKern, Yvonne Mitchell, Michael Redgrave)
- 1950 : Seagulls Over Sorrento de Hugh Hastings, avec Bernard Lee
- 1955 : La Cuisine des anges (My Three Angels) d'Albert Husson, adaptation de Bella et Sam Spewack
- 1956 : The Caine Mutiny Court-Martial d'Herman Wouk, mise en scène de Lloyd Nolan, avec Esmond Knight, Lloyd Nolan
- 1957 : Paddle your Own Canoe de Max Régnier, avec Moira Lister, Peter Vaughan ; The Last Hero de Robin Maugham
- 1958 : L'Invité inattendu (The Unexpected Guest) d'Agatha Christie
- 1961 : Les Séquestrés d'Altona (Altona) de Jean-Paul Sartre, adaptation mise en scène par John Berry, avec Claire Bloom, Diane Cilento, Julian Glover, Basil Sydney
- 1963 : How are you, Johnnie ? de Philip King
- 1967 : Brother and Sister de Robert Bolt, avec Flora Robson (à Brighton)
- 1973-1974 : La Charrette de pommes (The Apple Cart) de George Bernard Shaw, avec Peter O'Toole, Judy Parfitt ; Plunder de Ben Travers, avec Peter O'Toole ; Oncle Vania (titre original : Dyadya Vanya / Дядя Ваня ; titre anglais : Uncle Vania) d'Anton Tchekhov, avec Peter O'Toole (saison à l'Old Vic de Bristol)
- 1975 : Betsy de William Douglas-Home, avec Herbert Lom (à Guildford)
- 1977 : La Charrette de pommes (The Apple Cart) de George Bernard Shaw
- 1978 : Occupe-toi d'Amélie (Look after Lulu !) de Georges Feydeau, adaptation de Noël Coward
- 1979-1980 : Stage Struck de Simon Gray, avec Alan Bates
- 1980 : Illuminations de Peter Jenkins
- 1983 : Un bon patriote (A Patriot for Me) de John Osborne, avec Alan Bates (à Chichester)

## Filmographie partielle

### Au cinéma
Films britanniques, sauf mention contraire
- 1936 : L'Homme qui faisait des miracles (The Man who could work Miracles) de Lothar Mendes et Alexander Korda (petit rôle non crédité)
- 1937 : Lancashire Luck d'Henry Cass
- 1938 : Fausses Nouvelles (Break the News) de René Clair (petit rôle non crédité)
- 1938 : Luck of the Navy de Norman Lee
- 1939 : Au revoir Mr. Chips (Goodbye, Mr. Chips) de Sam Wood (petit rôle non crédité)
- 1939 : Sons of the Sea de Maurice Elvey
- 1947 : Il pleut toujours le dimanche (It always rains on Sunday) de Robert Hamer
- 1947 : Le Gang des tueurs (Brighton Rock) de John Boulting
- 1951 : The Lady with the Lamp d'Herbert Wilcox
- 1952 : Derby Day d'Herbert Wilcox
- 1953 : Tonnerre sur Malte (Malta Story) de Brian Desmond Hurst
- 1953 : Sa dernière mission (Appointment in London) de Philip Leacock
- 1955 : Les Briseurs de barrages (The Dam Busters) de Michael Anderson
- 1955 : The Night my Number came up de Leslie Norman
- 1956 : Eyewitness de Muriel Box
- 1956 : La Bataille du Rio de la Plata (The Battle of the River Plate) de Michael Powell et Emeric Pressburger
- 1960 : Quand gronde la colère (Never let go) de John Guillermin
- 1961 : La Victime (Victim) de Basil Dearden
- 1962 : Mot de passe : courage (The Password is Courage) d'Andrew L. Stone
- 1962 : Les Mutinés du Téméraire (H.M.S. Defiant) de Lewis Gilbert
- 1963 : La Grande Évasion (The Great Escape) de John Sturges (film américain)
- 1963 : To Have and to Hold d'Herbert Wise
- 1964 : Nothing But the Best de Clive Donner
- 1964 : Week-end à Zuydcoote d'Henri Verneuil (film franco-italien)
- 1964 : Dernière mission à Nicosie (The High Bright Sun) de Ralph Thomas
- 1967 : La Nuit des généraux (The Night of the Generals) d'Anatole Litvak (film franco-britannique)
- 1968 : Le Peuple des abîmes (The Lost Continent) de Michael Carreras
- 1968 : Le Lion en hiver (The Lion in Winter) d'Anthony Harvey
- 1970 : Cromwell de Ken Hughes
- 1973 : Bequest to the Nation de James Cellan Jones
- 1975 : Sept hommes à l'aube (Operation : Daybreak) de Lewis Gilbert (film américano-tchéco-yougoslave)
- 1980 : Le miroir se brisa (The Mirror crack'd) de Guy Hamilton
- 1983 : Barbe d'or et les pirates (Yellowbeard) de Mel Damski
- 1985 : Le Secret de la pyramide (Young Sherlock Holmes) de Barry Levinson (film américain)

### À la télévision (séries)
- 1963 : Le Saint (The Saint), Saison 2, épisode 22 Le Millionnaire invisible' (The Invisible Millionaire)
- 1964-1966 : Première série Chapeau melon et bottes de cuir (The Avengers), Saison 3, épisode 1 Concerto (1964) ; Saison 4, épisode 24 L'Économe et le sens de l'histoire (A Sense of History, 1966)
- 1964-1968 : Sherlock Holmes, Saisons 1 et 2, vingt-neuf épisodes : Docteur Watson
- 1965 : Destination Danger (Danger Man), Saison 3, épisode 6 La franchise paie toujours (Loyalty always pays) de Peter Yates
- 1967 : Le Prisonnier (The Prisoner), Saison unique, épisode 13 L'Impossible Pardon (Do not forsake Me, Oh my Darling)
- 1972 : Colditz, Saison 1, épisode 3 Nom, rang et numéro (Name, Rank and Number)
- 1974 : La Chute des aigles (Fall of Eagles), épisode 11 Tell the King the Sky is falling
- 1982 : Doctor Who, Saison 19, épisodes 24, 25 et 26 « Time-Flight », parties 1, 3 & 4 : Le Professeur Hayter.